# Hanamel
Hanamel war ein Verwandter des Propheten Jeremia, von dem dieser ein Jahr vor der Eroberung Jerusalems durch die Babylonier einen Acker kaufte.

## Erwähnungen in der Bibel
In Jeremia 32  wird berichtet, dass Jeremia von Gott angekündigt wurde, dass Hanamel, der Sohn seines Onkels Schallum, zu ihm kommen und ihn auffordern werde, seinen Acker in Anatot, etwa 5 km nordöstlich von Jerusalem, zu kaufen. Jeremia erwarb daraufhin den Acker, obwohl dies angesichts der politischen Lage widersinnig erschien, da die feindliche Streitmacht bereits vor den Toren Jerusalems stand. Der Kauf sollte aber als Zeichen dafür stehen, dass Gott Jerusalem nicht endgültig untergehen lassen will.